# جیانیس مانیاتیس
یانیس مانیاتیس (به یونانی: Γιάννης Μανιάτης) (زادهٔ ۱۲ اکتبر ۱۹۸۶) بازیکن فوتبال اهل کشور یونان است.
وی برای تیم ملی یونان ۱۷ بازی انجام داده و ۰ گل به ثمر رسانده‌است. پست تخصصی این بازیکن نیز، دفاع است.